# Friedrich Hinze

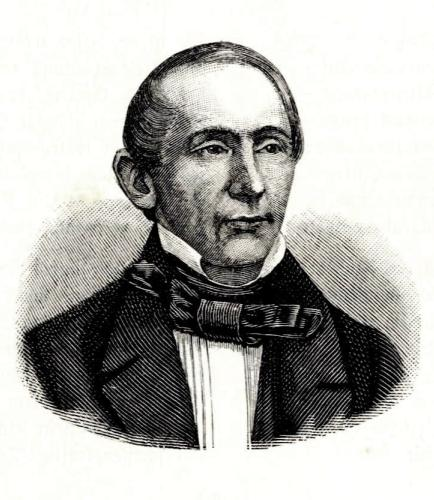
Friedrich Hinze

Friedrich Hinze, vollständig Johann Georg Christian Friederich Hinze, Pseudonym Heimbertsohn und Hoimbertsohn, russisch Федор Федорович Хинце (* 7. November 1804 in Lübeck; † 1. Septemberjul. / 13. September 1857greg. in St. Petersburg) war ein deutsch-russischer Mediziner und Dichter.

## Leben
Friedrich Hinze war der Sohn des Schauspielers und Theaterdirektors Heimbert Paul Friedrich Hinze und dessen Ehefrau, der Schauspielerin Wilhelmine Henriette, geb. Klos, verwitwete Schulz. Er besuchte das Katharineum zu Lübeck; schon mit 14 Jahren schrieb er seinen ersten Schauerroman. Da die finanzielle Situation der Familie ein Studium unmöglich machte, nahm man den Vorschlag eines befreundeten Seekapitäns an, den Jungen auf seinem Schiff mit nach Sankt Petersburg zu nehmen, wo er sich unter der Ägide des Schwiegersohnes des Kapitäns dem Kaufmannsstand widmen sollte. So kam Hinze 1820 nach Russland. Sein Prinzipal fand bald, dass er sich mehr für eine wissenschaftliche Karriere, für den Beruf des Kaufmanns aber gar nicht eigne, und ließ Hinze auf seine Kosten Humanmedizin studieren, zuerst von 1823 bis 1826 an der Petersburger Medizinisch-Chirurgischen Akademie, einer Vorgängereinrichtung der heutigen Militärmedizinischen Akademie S. M. Kirow. Nach einem Wechsel an die deutschsprachige Kaiserliche Universität Dorpat wurde er hier 1830 zum Dr. med. promoviert.

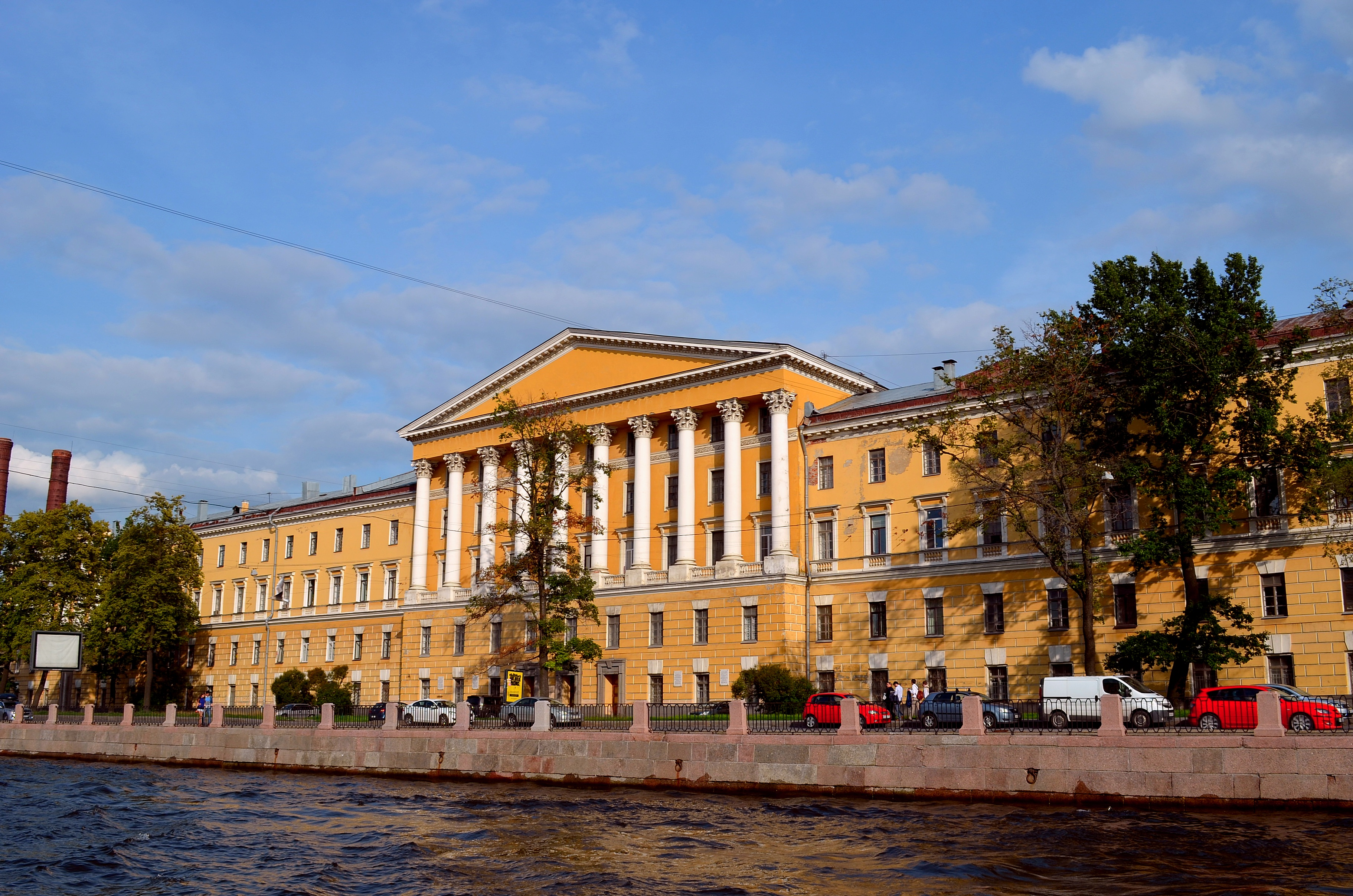
Obukhovskaya Hospital (2015)

1831 war er Choleraarzt in Ssomina im Gouvernement Nowgorod. Danach war er am Obukhovskaya Hospital in St. Petersburg tätig sowie als Direktor des Žukov-Kinderasyls. Er war Mitglied des Conseils (Rat) der Kinderbewahranstalten in St. Petersburg.
Von 1838 bis 1840 war er Mitherausgeber beim literarischen Magazin für deutsche Leser in Rußland. Mit Friedrich Meyer von Waldeck, der nach Hinzes Tod eine Auswahl seiner Werke herausgab, gründete er 1853 den Petersburger poetischen Verein. Gedichte und Lieder von Hinze finden sich unter anderen im Almanach des Vereins: Schneeflocken. Poetisches Jahrbuch aus Russland.

„Ausgezeichneter Arzt, begabter Dichter, glücklicher Redner, trefflicher Humorist, unvergleichlicher Gesellschafter, war er in der deutschen Welt Sanct-Petersburgs, hier durch die eine, dort durch die andere, meistens aber durch den ganzen Blütenstrauß seiner schönen Gaben zum allgemeinen Liebling geworden und sein frühzeitiger Tod versetzte die ganze Colonie in tiefe Trauer. Hinze's poetische Werke haben die allgemeinste Anerkennung gefunden. Ihre stärkste Seitę liegt in den neckischen, aber vom klarsten und reinsten Dichtergeiste durchhauchten Trinkliedern, die noch heute mit Vorliebe von den dorpater Studenten gesungen werden.“

## Trivia
Hinzes posthum veröffentlichte Poetische Schriften waren 1859 das Buchdrucker-Gesellenstück des Großvaters von Gerschom Scholem. Scholem beschreibt sie in seinen Jugenderinnerungen als Werke eines völlig vergessenen Landsmanns von Thomas Mann.

## Ehrungen
Titel Staatsrat (1846)

## Werke
- Diss. sistens inflammationum chronicarum latentium organorum digestionis abdominalium symptomatographiam. Dorpat 1830
- (posthum, als Friedrich Heimbertsohn Hinze) Poetische Schriften. Hrsg. u. biogr. Vorwort von Friedrich Meyer v. Waldeck, 3 Bände, Berlin 1859–1864
  - Band 1, 1859: Gedichte, 2. Auflage St. Petersburg 1892
  - Band 2, 1860: Humoresken und Erzählungen (nebst Anhang: Dramatische Kritiken).
  - Band 3, 1864: Dramatisches